# Mijo Caktaš
Mijo Caktaš (Split, 8 de mayo de 1992) es un futbolista croata que juega como centrocampista y se encuentra sin equipo tras abandonar el Kocaelispor.

## Selección nacional
El 11 de junio de 2019 debutó con la selección absoluta de Croacia en un amistoso ante Túnez que terminó con victoria por 1 a 2 para el conjunto africacno.

## Clubes
| Club                     | País           | Año       |
| ------------------------ | -------------- | --------- |
| N. K. Dugopolje          | Croacia        | 2008-2009 |
| H. N. K. Hajduk Split    | Croacia        | 2011-2016 |
| N. K. Dugopolje (cedido) | Croacia        | 2011-2012 |
| F. C. Rubin Kazán        | Rusia          | 2016-2018 |
| H. N. K. Hajduk Split    | Croacia        | 2018-2021 |
| Damac F. C.              | Arabia Saudita | 2021-2022 |
| N. K. Osijek             | Croacia        | 2022-2024 |
| Sivasspor                | Turquía        | 2024      |
| Kocaelispor              | Turquía        | 2024-2025 |

## Palmarés

### Títulos nacionales
| Título          | Club                  | País    | Año  |
| --------------- | --------------------- | ------- | ---- |
| Copa de Croacia | H. N. K. Hajduk Split | Croacia | 2013 |